# Station Gorzów Wielkopolski Wieprzyce
Station Gorzów Wielkopolski Wieprzyce is een spoorwegstation in de Poolse plaats Gorzów Wielkopolski.